# Muara Enim
Muara Enim là một regency (huyện) thuộc tỉnh Nam Sumatra, Indonesia. Huyện có diện tích 7466,82 km² với dân số là khoảng 717.717 người. Huyện lị nằm tại Muara Enim. Các hoạt động nông nghiệp và khai mỏ khá phát triển trên địa àn huyện, công với dó là ngành sản xuất dầu. Các nông sản chủ yếu là lúa gạo và dừa.

## Hành chính
Muara Enim được chia thành 22 kecamatan (phó huyện/xã):
Bản mẫu:Col-css3-begin
1. Semende Darat Laut
2. Semende Darat Tengah
3. Semende Darat Ulu
4. Tanjung Agung
5. Lawang Kidul
6. Muara Enim
7. Ujan Mas
8. Benakat
9. Gunung Megang
10. Talang Ubi
11. Tanah Abang
12. Penukal
13. Penukal Utara
14. Abab
15. Rambang Dangku
16. Lubai
17. Rambang
18. Gelumbang
19. Sungai Rotan
20. Lembak
21. Kelekar
22. Muara Belida

Bản mẫu:Col-css3-end